# 日潮
日潮（にっちょう、延宝2年12月18日（1675年1月13日） - 寛延元年9月20日（1748年10月12日））は、江戸時代の日蓮宗の僧。字を海音、六牙院と号す。山城国（現在の京都府）出身。

## 経歴
六老僧の一人日持に憬れて山城国松ヶ崎檀林で出家し、下総国（現在の千葉県）飯高檀林などで学ぶ。陸奥国（現在の宮城県）仙台の孝勝寺貫首や、下総国の飯高檀林化主などを経て、元文元年（1736年）には甲斐国（現在の山梨県）身延山で久遠寺36世法主に就任した。

## 参考資料

### 著書
- 「本化別頭仏祖統記」